# بیا اینجا، مختار!
بیا اینجا، مختار! (روسی: Ко мне, Мухтар!) یک فیلم درام روسی است که در سال ۱۹۶۵ منتشر شد. از بازیگران این فیلم می‌توان به یوری نیکولین، لئونید پارخامنکو و نیکلای کریوچکف اشاره کرد.